# Anelaphus brevidens
Anelaphus brevidens es una especie de escarabajo longicornio del género Anelaphus, categorizada en la tribu Elaphidiini, de la subfamilia Cerambycinae.
Mide 11-18 mm de longitud. El período de vuelo para ejemplares adultos se presenta durante los meses de abril, mayo, junio y julio.
Un ejemplar de la especie se conserva en el museo Nacional de Historia Natural de los Estados Unidos.

## Taxonomía
Se atribuye su descripción al entomólogo de origen americano Charles Frederic August Schaeffer, quien la citó por primera vez en 1908. La especie aparece registrada en la sección List of the longicorn Coleoptera collected on the Museum expedition to Brownsville, Texas and the Huachuca Mts., Arizona with descriptions of new genera and species and notes on known species de Science Bulletin, 1 (12): 325–352, publicada por Schaeffer Charles Frederic August en 1908.

## Distribución
Se distribuye por América del Norte, en México y los Estados Unidos.